# Argonotholca
Argonotholca är ett släkte av hjuldjur som beskrevs av Gillard 1948. Argonotholca ingår i familjen Brachionidae.